# توبياس ليندنر
توبياس ليندنر (بالألمانية: Tobias Lindner)‏ هو اقتصادي وسياسي ألماني، ولد في 11 يناير 1982 في كارلسروه في ألمانيا. حزبياً، نشط في حزب الخضر الألماني. في الانتخابات الفيدرالية الألمانية 2017، انتخب عضو في البوندستاغ الألماني عن دائرة Südpfalz ‏ وقد انضم خلال فترته النيابية (24 أكتوبر 2017 – )  للكتلة البرلمانية قسم حزب الخضر ‏ وانتخب عضو في البوندستاغ الألماني خلال فترته النيابية ‏ (9 يونيو 2011 – 22 أكتوبر 2013).

## وصلات خارجية
- الموقع الرسمي